# Hermann Hoth
Hermann Hoth (n. 12 aprilie 1885, Neuruppin, Brandenburg, Germania – d. 25 ianuarie 1971, Goslar, Republica Federală Germania) a fost un ofițer în armata germană 1903 - 1945. A atins rangul de Generaloberst în timpul celui de-Al Doilea Război Mondial. A luptat în Franța, însǎ cel mai mult a devenit cunoscut pentru faptele sale ca comandant pe Frontul de Est. Hoth a comandat a 4-a Armată Panzer în timpul operațiunii Barbarossa din 1941 și mai târziu în timpul ofensivei de varǎ a Wehrmacht-ului din 1942. După încercuirea de la Stalingrad a Armatei a 6-a în noiembrie 1942, Hoth a comandat armata Panzer în timpul operațiunii Wintergewitter. După Stalingrad, Hoth a condus ofensiva de la Kursk în vara anului 1943 și Bătălia de la Kiev. Armata a 4-a Panzer de sub comanda sa la Kursk, a fost cea mai mare formatǎ vreodatǎ. Hoth a fost demis de la comandă de Adolf Hitler în 1943, doar pentru ca mai târziu sǎ fie reintrodus pentru o perioadă scurtă de timp în ultimele săptămâni ale războiului. După război, a stat șase ani în închisoare pentru crime de război, și a devenit un scriitor de istorie militară.

## Cele două războaie mondiale

### Primul război mondial
Odatǎ cu începutul războiului a fost trimis la sediul central al Armatei a 8-a, în 1915 la sediul central al Armatei a 10-a. Din noiembrie 1914 - Căpitan. În septembrie 1914, a primit Crucea de Fier clasa a II-a, în august 1915 - I clasǎ. În 1916, în cursul lunii a comandat un batalion de infanterie. Din octombrie 1916 până în august 1918 - a servit la sediul central al Forțelor Aeriene. Din august 1918 - Șef de stat major al Diviziei a 30-a Infanterie. În plus față de Crucea de Fier, a primit încǎ cinci distincții, inclusiv una turcă, austriacă și bulgară.

### Al doilea război mondial
În timpul campaniei poloneze, a condus al 15-lea corp de Armată, fiindu-i acordată barele Crucii de Fier (reatribuire) și Crucea de Cavaler a Crucii de Fier. În timpul campaniei franceze a comandat grupul de tancuri „Goth”. Ca urmare a campaniei desfășurate în luna iulie 1940, este ridicat în rang de colonel general. Din noiembrie 1940 - a comandat a 3-a Grupă Panzer, una din cele două armate de tancuri Centru.
În decursul de Operațiunii Barbarossa a comandat Armata a 3-a Panzer, împreună cu Armata a 2-a Panzer a lui Guderian, au fost principalele forțe de atac a Grupului de Armate Centru. Grupul lui Goth a înaintat prin Belarus în direcția Moscovei. La 28 iunie a ocupat Minskul, la 11 iulie orașul Vitebsk. În iulie 1941 i-a fost acordată Crucea de Cavaler a Crucii de Fier cu Frunze de Stejar. În octombrie 1941 Goth a fost numit comandant al Armatei a 17-a. Din mai 1942 până în noiembrie 1943 a fost comandant al Armatei a 4-a Panzer. În septembrie 1943 i-a fost reacordată Crucea de Cavaler cu Frunze de Stejar. Din decembrie 1943 în cadrul Comandamentului de rezervă (de fapt - în rezervă).

## Biografie
- Gerd F. Heuer. Die Generalobersten des Heeres, Inhaber Höchster Kommandostellen 1933—1945. — 2. — Rastatt: Pabel-Moewig Verlag GmbH, 1997. — 224 p. — (Dokumentationen zur Geschichte der Kriege). — ISBN 3-811-81408-7
- Fellgiebel, Walther-Peer (2000). Die Träger des Ritterkreuzes des Eisernen Kreuzes 1939–1945. Friedburg, Germany: Podzun-Pallas. ISBN 3-7909-0284-5.
- Schaulen, Fritjof (2003). Eichenlaubträger 1940 – 1945 Zeitgeschichte in Farbe I Abraham — Huppertz (in German). Selent, Germany: Pour le Mérite. ISBN 3-932381-20-3.
- Williamson, Gordon (2006). Knight's Cross, Oak-Leaves and Swords Recipients 1941–45. Osprey Publishing Ltd. ISBN 1-84176-643-7.
- Panzer-Operationen: Die Panzergruppe 3 und der operative Gedanke der deutschen Führung, Sommer 1941 (Heidelberg: Kurt Vowinckel Verlag, 1956)